# 漢娜·基特
漢娜·基特（1990年5月5日—），原名漢娜·戴維斯（英語：Hannah Davis），是一位美國時尚模特兒，她曾亮相於2015年運動畫刊泳裝特輯封面。

## 職業生涯
戴維斯為拉夫·勞倫馬球女裝Black Label出席代言活動，並且登上他們2006年的春夏時裝秀。拉夫·勞倫的香水花漾年華橘子搖滾（Ralph Rocks）的名人。
她曾亮相於義大利2006年的《D》雜誌、墨西哥2009年7月的《ELLE》、法國2012年9月的《FHM》還有南非2013年4月的《FHM》的雜誌封面。
戴維斯曾是維多利亞的秘密、美國之鷹服飾、湯米·希爾費格及Levi's的模特兒。她曾作為DirecTV精靈出現於電視廣告。
2013年2月9日，戴維斯被宣布成為2013年運動畫刊泳裝特輯的一員。

## 個人生活
戴維斯成長於美國美屬維京群島聖托馬斯島，黛比（Debi）與老康恩·傑·戴維斯（Conn Jay Davis, Sr.）之女。她表示那裏成長最棒的一部份是「有友善的人民、美好的天氣還有能在海灘上的海浪聲中醒來」。
戴維斯曾是一位出色的網球明星，在八歲時便開始打網球，她曾參加較低等級的加勒比網球巡迴賽，在14歲時被攝影師金尼·愛德華茲（Ginny Edwards）發掘前，她幾乎要進入職業網球生涯，而為了模特兒事業在18歲左右時便退出網球圈。她也曾是維爾京群島國家排球隊的一員。
據2015年10月的報導指出，戴維斯已和前紐約洋基球員德瑞克·基特訂婚。
2015年11月初，前紐約洋基球員德瑞克·基特證實此前有關他與漢娜訂婚的報導。2016年7月9日，兩人在納帕谷結婚。2017年2月13日，基特宣布她已懷上一名女兒。

## 作品列表
| 年份   | 標題 | 角色       | 附註 |
| ------ | ---- | ---------- | ---- |
| 2015年 | 《》 | 法拉利女孩 |      |

## 外部連結
- Hannah Davis於模特兒目錄（Fashion Model Directory）的相關資料
- Hannah Davis profile at Models.com
- Hannah for the 2014 SI Swimsuit Issue （页面存档备份，存于）